# Prins Edvard Augustus, hertug af Kent og Strathearn
Prins Edvard Augustus, hertug af Kent og Strathearn (født 2. november 1767, Buckingham House (senere Buckingham Palace), død 23. januar 1820), Han var 4. søn og 5. barn af kong George III og Charlotte af Mecklenburg-Strelitz, der fik 15 børn. Prins Edvard Augustus var far til dronning Victoria.
Prins Edvard fik titlerne hertug af Kent og Strathearn og jarl af Dublin d. 23 April 1799. Et par uger efter blev han også udnævnt til general og øverstkommanderende for de britiske styrker i Maritime provinser i Nordamerika.

## Barndom
Prince Edward blev født 2. november 1767. Hans forældre var den regerende britiske monark, George III, og Charlotte af Mecklenburg-Strelitz. 
Som søn af den britiske monark, blev han benævnt; Hans Kongelige Højhed Prince Edward fra fødslen, og var 4. i arvefølgen til tronen. 
Han var opkaldt efter sin farbror, Edvard hertug af York og Albany, der døde syv uger tidligere og blev begravet i Westminster Abbey dagen før Edvards fødsel. Prince Edward blev døbt den 30. november 1767; hans faddere var: 
- Charles William Ferdinand arveprinsprinsen af Brunswick-Wolfenbüttel (hans farbror af ægteskabet, senere hertug af Brunswick-Wolfenbüttel)
- Prins Karl af Mecklenburg-Strelitz (hans morbroder, senere Karl II, storhertug af Mecklenburg-Strelitz)
- Marie af Storbritannien Landgrevinde af Hessen-Kassel (Hans grandtante Marie, datter af kong George II)
- Augusta af Storbritannien (Hans tante Augusta, søster til kong George III)

Edvard blev først uddannet hjemme af pastor John Fisher (senere biskop af Exeter og derefter biskop af Salisbury). Han tog til Lüneburg og Hannover og i til Genève i Schweiz, ledsaget af sin tutor baron von Wangenheim for at blive videreuddannet. I 1785 begyndte Edvard sin militære uddannelse med de hannoveranske vagter, og han blev udnævnt til oberst næste år i en alder af 18. Hans militære uddannelse i Hannover var ikke usædvanlig, da hans far også var konge af Hannover. I 1790 kom Edvard tilbage til England uden tilladelse, og hans vrede far fik ham straks sendt til det 7. regiment til fods (De royale infanteriregimenter) i Gibraltar.

## Arvekrisen og ægteskab
I november 1817 døde prinsesse Charlotte af Wales (det eneste legitime barnebarn af kong George III) i barselseng, og ugifte sønner af George III nu var nødt til at gifte sig for at producere en legitim arving til tronen. 
Den 29 maj 1818 giftede den 50-årige Edward sig med den 32-årige Victoria af Sachsen-Coburg-Saalfeld på Schloss Ehrenburg i Coburg. Hans nye kone, datter af Franz Friedrich, hertug af Sachsen-Coburg-Saalfeld og søster til prins Leopold af Sachsen-Coburg-Saalfeld (Leopold 1. af Belgien) var enke efter Emich Carl, 2. fyrste af Leiningen og havde to børn. Efter parrets tilbagevenden til England havde de deres officielle ægteskabsceremoni d. 13. juli 1818 på Kew Palace i overværelse af Edwards skrantende mor; dronning Charlotte.
Edvards elskerinde, Julie de Montgenêt de Saint-Laurent, som han mødte i Genève, siges at have læst nyheden om Edvards forlovelse i avisen ved morgenbordet og reagerede med voldsomme hysteriske anfald. Edward var ægte knyttet til hende og var dybt fortørnet over deres tvungne adskillelse.

## Dronning Victorias fødsel og Edvards død
I september 1818 var Edvard og Victoria på rejse i Leiningen, hvor Victorias unge søn Karl regerede som fyrste. Men da de fandt ud af, at Victoria var gravid, besluttede de at vende tilbage til England, så den mulige tronarving ville blive født dér. 
De flyttede straks ind i nogle gemakker i Kensington Palace, og det var her, at deres eneste barn, den fremtidige dronning Victoria, blev født den 24. maj 1819. 
Mod slutningen af 1819 lejede Edvard Woolbrook Cottage i Sidmouth, en by ved den engelske kanal, for at spare og fordi havluften ville gavne hertugindens sundhed. I begyndelsen af januar blev Edvard forkølet, men han insisterede på at gå en tur i det kølige vejr. Inden for få dage forværredes vejret, og han blev febersyg og deliristisk, men det værste var, at han udviklede lungebetændelse. Hans tilstand blev forværret af blødninger, og en læge blev sendt fra London for at helbrede ham.
Edvard blev stadig svagere, og han døde den 23. januar 1820, blot seks dage inden faderen, kong George III's død. Edvard blev begravet i St. George's Chapel på Windsor Castle. Han efterlod sig stor gæld, som hans datter Victoria betalte tilbage, da hun blev dronning.